# Redemption Song
Redemption Song (engl. für „Erlösungslied“) ist das letzte Stück auf Bob Marleys neuntem Musik-Album, Uprising. Als er das Stück etwa 1979 schrieb, war bei Marley bereits Krebs diagnostiziert worden, an dem er 1981 starb. Nach Angaben seiner Frau Rita Marley litt Marley 1979 bereits an starken Schmerzen, ohne das jedoch bekanntzugeben, und beschäftigte sich mit seiner eigenen Sterblichkeit. Das wird auf dem gesamten Album deutlich, vor allem bei diesem Stück.

## Inhalt und Stil
Bob Marley wurde als Vorreiter der Reggae-Musik aus Jamaika weltbekannt. Das Stück Redemption Song gehört jedoch eher zur Folk Music. Im Gegensatz zu den meisten anderen seiner Musikstücke wurde Redemption Song als Solo aufgenommen, bei dem Marley alleine singt und sich mit einer akustischen Gitarre begleitet. Auf der Wiederauflage von Uprising von 2001 sowie auf der Kompilation One Love: The Very Best of Bob Marley & the Wailers wurde als Bonus-Track der Redemption Song in einer Band-Version veröffentlicht. Allerdings ist die Solo-Version den meisten Hörern am besten bekannt.
Wie bei den meisten seiner Stücke kommt auch im Redemption Song Marleys religiöse Überzeugung als Rastafari zum Ausdruck. Marley fordert zudem auf, sich von selbst auferlegten Zwängen zu befreien.
2004 wurde der Redemption Song von der Zeitschrift Rolling Stone auf Platz 66 der 500 bedeutendsten Songs gewählt.

## Auszeichnungen für Musikverkäufe
| Land/Region                  | Auszeichnungen für Musikverkäufe (Land/Region, Auszeichnung, Verkäufe) | Verkäufe |
| ---------------------------- | ---------------------------------------------------------------------- | -------- |
| Brasilien (PMB)              | Gold                                                                   | 30.000   |
| Italien (FIMI)               | Gold                                                                   | 25.000   |
| Neuseeland (RMNZ)            | 2× Platin                                                              | 60.000   |
| Spanien (Promusicae)         | Gold                                                                   | 30.000   |
| Vereinigtes Königreich (BPI) | Platin                                                                 | 600.000  |
| Insgesamt                    | 3× Gold · 3× Platin ·                                                  | 745.000  |

Hauptartikel: Bob Marley/Auszeichnungen für Musikverkäufe

## Coverversionen
Der Song wurde von einer großen Gruppe sehr unterschiedlicher Künstler interpretiert. Darunter sind: Johnny Cash, Rihanna, Manfred Mann’s Earth Band, Jackson Browne, Outlandish, Lauryn Hill, Arrested Development, U2, Cast, Fury in the Slaughterhouse, Joe Strummer, Sinéad O’Connor, Attaque 77 in spanischer Sprache, Life of Agony, Stevie Wonder, Dave Matthews Band, Christy Moore, Ian Brown, Pearl Jam, Ben Harper, Sweet Honey in the Rock, No Use for a Name, Chris Cornell, Amparanoia, Marleys Sohn Ziggy (gemeinsam mit der irischen Band The Chieftains), Moodswings mit Tanita Tikaram (eine Mischung mit dem Spiritual „Oh Happy Day“), Ms. Dynamite, Napoleon Dynamite sowie Annie Lennox, diese Version führte sie in Edinburgh bei der Live 8-Veranstaltung auf.
- Bei dem Konzert America: A Tribute to Heroes, das im Anschluss an die Ereignisse des 11. September 2001 aufgeführt wurde, sang Wyclef Jean den Song, in eine amerikanische Flagge gehüllt.
- Eine der eigenwilligsten Interpretationen ist die des jüdischen Predigers „Mi Chamocha“, der von der Vertreibung der Juden aus Ägypten spricht, während ihn die Musik des Redemption Song begleitet.
- In der ersten Staffel der Fernsehserie Lost sang James „Sawyer“ Ford den Song.
- Im Outro des von den Red Hot Chili Peppers auf DVD veröffentlichten Konzerts vom 23. August 2003 (Live At Slane Castle) spielt Joe Strummer, Mitbegründer der Band The Clash, eine Version.
- Ende 2006 sang die Sängerin Pink den Song live in Europa auf ihrer I'm Not Dead Tour.
- Der Redemption Song wurde live von dem irischen Songwriter Gary Og interpretiert.
- Bei einigen seiner 2007 präsentierten Shows spielte Jimmy Buffett den Redemption Song zusammen mit seinen eigenen Songs A Pirate Looks at Forty als Teil eines Medleys.
- Der spanische Sänger Enrique Bunbury nahm eine spanische Version des Songs auf, die er 'Redencion' nannte. Diese B-Version wurde mit seiner Band 'Los Chulis' aufgenommen und auf der Homepage der Band präsentiert.
- Speech interpretierte den Song für den IMAX-Film 'Michael Jordan to the Max'.
- Nach dem Erdbeben in Haiti 2010 rearrangierte der Sänger Justin Timberlake das Lied für Rihanna. Sie hatte das Lied bereits 2006 auf ihrer Rihanna: Live in Concert Tour gesungen.
- Youssou N’Dour spielte den Song gemeinsam mit Tyrone Downie, dem ehemaligen Keyboarder von 'Bob Marley And The Wailing Wailers', auf dem Africa Festival 2010 in Würzburg.
- Nachdem sowohl Johnny Cash als auch Joe Strummer mehrere Versionen des Lieds aufgenommen hatten, nahmen sie ihn 2002 als Duett auf. Kurz darauf starben beide Künstler, ihr Song wurde posthum auf Johnny Cashs Boxset Unearthed veröffentlicht.
- Gentleman nahm 2014 im Rahmen seiner MTV Unplugged: Gentleman Tour in Köln eine Live-Version des Redemption Songs auf. Er sang zusammen mit Ky-Mani Marley, Bob Marleys Sohn, und Campino, dem Frontmann der  Toten Hosen, vor einem kleinen Publikum.
- Eddie Vedder und Beyoncé sangen den Song gemeinsam auf dem Global Citizen Festival in New York am 26. September 2015.[2]

## Trivia
Der Titel Redemption Song ist vielfach verwendet worden, insbesondere im afro-amerikanischen Zusammenhang. Beispielsweise trugen sowohl Mike Marqueses Buch über Mohammed Ali, als auch Bertice Berrys Buch über einen Buchhändler afroamerikanischer Literatur den Namen Redemption Song.
Eine Biografie Joe Strummers trägt ebenfalls den Titel Redemption Song.
Die Reggae-Band Toots & the Maytals veröffentlichte bereits 1973 auf ihrem Album Funky Kingston ein Lied mit dem Titel Redemption Song.